# Hadi Lantschner
Hadwig »Hadi« Pfeifer-Lantschner, avstrijsko-nemška alpska smučarka, * 22. september 1906, Innsbruck, † 10. december 2002, Innsbruck.
Kot predstavnica Avstrije je nastopila na Svetovnem prvenstvu 1932, kjer je osvojila bronasti medalji v smuku in kombinaciji. Kot predstavnica Nemčije je osvojila srebrno medaljo v kombinaciji na Svetovnem prvenstvu 1935 in nastopila na Olimpijskih igrah 1936, kjer je bila peta v kombinaciji.
Tudi njeni sorojenci Inge, Otto, Gustav in Gerhard so bili alpski smučarji.